# Joey King
Joey Lynn King (født 30. juli 1999) er en amerikansk skuespiller.

## Filmografi

### Film
| År   | Titel                              | Rolle                           | Noter           |
| ---- | ---------------------------------- | ------------------------------- | --------------- |
| 2007 | Reign Over Me                      | Gina Fineman                    | Ukrediteret     |
| 2008 | Horton Hears a Who!                | Katie                           | Stemmerolle     |
| 2008 | Quarantine                         | Briana                          |                 |
| 2009 | Ice Age: Dawn of the Dinosaurs     | Beaver girl                     | Stemmerolle     |
| 2010 | Ramona and Beezus                  | Ramona Quimby                   |                 |
| 2011 | World Invasion: Battle Los Angeles | Kirsten                         |                 |
| 2011 | Crazy, Stupid, Love                | Molly Weaver                    |                 |
| 2012 | The Dark Knight Rises              | Ung Talia al Ghul               |                 |
| 2013 | The Conjuring                      | Christine Perron                |                 |
| 2013 | Family Weekend                     | Lucinda Smith-Dungy             |                 |
| 2013 | Oz the Great and Powerful          | China Girl / Girl in wheelchair |                 |
| 2013 | White House Down                   | Emily Cale                      |                 |
| 2014 | The Boxcar Children                | Jessie                          | Stemmerolle     |
| 2014 | The Sound and the Fury             | Miss Quentin                    |                 |
| 2014 | Wish I Was Here                    | Grace Bloom                     |                 |
| 2015 | Borealis                           | Aurora                          |                 |
| 2015 | Stonewall                          | Phoebe Winters                  |                 |
| 2016 | Independence Day: Resurgence       | Sam Blackwell                   |                 |
| 2017 | Going in Style                     | Brooklyn                        |                 |
| 2017 | Smartass                           | Freddie                         |                 |
| 2017 | Wish Upon                          | Clare Shannon                   |                 |
| 2018 | The Kissing Booth                  | Elle Evans                      |                 |
| 2018 | The Lie                            | Kayla                           |                 |
| 2018 | Radium Girls                       | Bessie                          |                 |
| 2018 | Slender Man                        | Wren                            |                 |
| 2018 | Summer '03                         | Jamie                           |                 |
| 2019 | Zeroville                          | Zazi                            |                 |
| 2020 | The Kissing Booth 2                | Elle Evans                      |                 |
| 2021 | The Kissing Booth 3                | Elle Evans                      | Post-produktion |
| TBA  | Bullet Train                       | Prince                          | Filmer          |